# Homoneura mirabilis
Homoneura mirabilis är en tvåvingeart som beskrevs av Kim 1994. Homoneura mirabilis ingår i släktet Homoneura och familjen lövflugor. Inga underarter finns listade i Catalogue of Life.